# たんげ温泉
たんげ温泉（たんげおんせん）は、群馬県吾妻郡中之条町（旧国上野国）にある温泉である。日本秘湯を守る会会員宿一覧に指定されている
。

## 泉質
- 源泉名・たんげ温泉美郷乃湯[1]。カルシウム-硫酸塩温泉(動力揚湯)、低張性・アルカリ性・温泉[1][4]。

## 温泉街
一軒宿。

## 概要
群馬県吾妻郡中之条町上沢渡地内にあるため沢渡温泉、若しくは上沢渡温泉の名前を称しても良かったが、開宿オーナーの強い希望により地区名である「たんげ」の名前を付けたと言われている。なお目の前には丹下(たんげ)川が流れている。

## 歴史
- 1957年開湯、1991年開宿[8]。1999年に新たな源泉の発掘を行い、2000年にリニューアルオープンをした[9]。

## アクセス
公共交通機関
- JR「中之条駅」下車 ≫ 沢渡温泉行きバス(約25分) ≫ 「たんげ口下車」

自家用自動車
関越自動車道≫ 「渋川伊香保IC」 ≫ 国道17号線・国道353号線（約30分） ≫ 「中之条町」 ≫ 国道353号・群馬県道55号中之条草津線（約25分）